# Anastassija Michailowna Tscherwjakowa
Anastassija Michailowna Tscherwjakowa (russisch Анастасия Михайловна Червякова, englische Transkription Anastasia Chervyakova, verheiratete Anastasia Akchurina; * 14. Juni 1992) ist eine russische Badmintonspielerin.

## Karriere
Anastasia Chervaykova wurde mit Romina Gabdullina 2009 Junioreneuropameisterin im Damendoppel. 2009 und 2011 siegte sie bei den Cyprus International, 2012 bei den Spanish International. Bei den europäischen Hochschulmeisterschaften 2011 gewann sie Bronze. 2011 nahm sie an den Badminton-Weltmeisterschaften teil, 2012 an den Mannschaftseuropameisterschaften. 2015 gewann sie mit ihrer Partnerin Nina Wislowa das Damendoppel bei den Swedish Masters.